# Latiidae
Latiidae — семейство очень маленьких моллюсков из группы лёгочных улиток, в составе которого всего три вида из единственного рода Latia Gray, 1850. Распространены только на островах Новой Зеландии. Населяют реки и ручьи с чистой проточной водой. Характеризуются отсутствием челюстей. Они способны выделять биолюминесцентную секрецию если их потревожить, и они являются единственными подобными пресноводными моллюсками.

## Систематика
- Latia climoi Starobogatov, 1986 typus
- Latia lateralis (Gould, 1852)
- Latia neritoides Gray, 1850